# Boston (Georgia)
Boston is een plaats (city) in de Amerikaanse staat Georgia, en valt bestuurlijk gezien onder Thomas County.

## Demografie
Bij de volkstelling in 2000 werd het aantal inwoners vastgesteld op 1417.
In 2006 is het aantal inwoners door het United States Census Bureau geschat op 1445, een stijging van 28 (2,0%).

## Geografie
Volgens het United States Census Bureau beslaat de plaats een oppervlakte van
5,8 km², geheel bestaande uit land. Boston ligt op ongeveer 63 m boven zeeniveau.

## Plaatsen in de nabije omgeving
De onderstaande figuur toont nabijgelegen plaatsen in een straal van 32 km rond Boston.